# Королева проклятих (фільм)
 Це стаття про фільм, якщо Ви шукали статтю про роман, див. Королева проклятих (роман) .
«Королева проклятих» (англ. The Queen of the Damned) — американський фільм 2002 року, який є екранізацією одноіменного третього роману Енн Райс з циклу «Вампірські хроніки» (англ. Vampire Chronicles), хоча фільм містить у собі деякі елементи попереднього роману «Вампір Лестат» (The Vampire Lestat).
Фільм отримав переважно негативні відгуки від критиків і став касовою бомбою, зібравши трохи більше 45 мільйонів доларів при бюджеті виробництва 35 мільйонів доларів.

## Сюжет
Вампір Лестат прокинувся після сну у наш час і вирішив прийняти образ рок-зірки. Його гіпнотизуюча музика - найкраща приманка для жертв. Але ця гучна і незвичайна музика пробудила матір всіх вампірів - Акашу, яка вирішила за допомогою Лестата і його мелодій захопити владу над світом.

## Актори та персонажі
| Актор           | Роль          |
| --------------- | ------------- |
| Стюарт Тавнсенд | Лестат        |
| Алія            | Акаша         |
| Маргеріт Моро   | Джесс         |
| Пол Мак-Ґанн    | Девід Телбот  |
| Лена Олін       | Маарет        |
| Крістіан Менон  | Маель         |
| Клаудія Блек    | Пандора       |
| Венсан Перес    | Маріус        |
| Брюс Спенс      | Хайман        |
| Метт Ньютон     | Арман         |
| Пія Міранда     | Сусідка Джесс |
| Тіріель Мора    | Роджер        |

## Відгуки критиків
| Сезон | Відгуки критиків    | Відгуки критиків |
| Сезон | Rotten Tomatoes     | Metacritic       |
| ----- | ------------------- | ---------------- |
| 1     | 17 % (130 рецензій) | 30 (31 рецензій) |

На сайті-агрегаторі рецензій Rotten Tomatoes фільм має 17 % «свіжості» на основі 130 рецензій із середнім рейтингом 4,0/10.
На Metacritic фільм отримав 30 балів зі 100 на основі 31 рецензії від кінокритиків, що свідчить про «загалом змішані рецензії»